# 4-Metyloimidazol
4-Metyloimidazol – heterocykliczny organiczny związek chemiczny, metylowa pochodna imidazolu.
Może być otrzymany w reakcji Debusa-Radziszewskiego pomiędzy metyloglioksalem, amoniakiem i formaldehydem.
7 stycznia 2011 roku stan Kalifornia wpisał 4-metyloimidazol, związek występujący w karmelu amoniakalno-siarczynowym (E150d) zawartym m.in. w napojach Coca-Cola i Pepsi, na listę potencjalnych karcynogenów i określił 16 μg/dzień jako dawkę bez istotnego poziomu ryzyka (ang. No Significant Risk Level). Jednakże dawka, która może wywołać zmiany nowotworowe, jest kilkuset razy większa od tej, którą spożywają konsumenci w napojach. Przemysł spożywczy zdecydowanie sprzeciwił się tej decyzji, gdyż pociąga ona za sobą konieczność umieszczania na opakowaniach produktów spożywczych dodatkowych etykiet ostrzegawczych.
W marcu 2012 roku producenci napojów na rynek amerykański, w których zawartość 4-metyloimidazolu jest zbyt duża, ogłosili, że będą modyfikowali proces produkcji karmelu, aby zmniejszyć tę zawartość. Poza Stanami Zjednoczonymi skład tego barwnika pozostanie bez zmian.